# Viện nghiên cứu Xã hội, Kinh tế và Môi trường
Viện nghiên cứu Xã hội, Kinh tế và Môi trường (tiếng Anh: Institute for Social, Economic and Environmental Research - iSEE) là một tổ chức thành lập năm 2007, có nội dung hoạt động là nghiên cứu cơ bản và hoạt động xã hội ở Việt Nam, bao gồm hoạt động vì quyền của các nhóm thiểu số trong xã hội.

## Tổng quan
Thành lập vào ngày 9 tháng 7, 2007 bởi Lê Quang Bình, iSEE ban đầu chọn trọng tâm nghiên cứu là các dân tộc thiểu số và người đồng tính, sau đó là các nhóm thiểu số nói chung. Về mặt nhân sự, iSEE gồm Hội đồng viện và các thành viên khác. Viện trưởng đầu tiên là Lê Quang Bình, hiện nay là Lương Thế Huy.
iSEE giới thiệu rằng tổ chức này là một think tank và là tổ chức nỗ lực thúc đẩy xã hội bình đẳng và phổ quát. iSEE được các nguồn khác nhau miêu tả là một tổ chức phi chính phủ, phi lợi nhuận, xã hội dân sự hay viện nghiên cứu xã hội độc lập. iSEE được cho là đã góp phần trong việc vận động bỏ cấm hôn nhân cùng giới (Luật Hôn nhân và Gia đình 2014) và công nhận quyền chuyển đổi giới tính tại Việt Nam (Bộ luật Dân sự 2015). Tạp chí khoa học Tia Sáng nhận định iSEE đã thực hiện nhiều nghiên cứu quan trọng về các nhóm dân tộc thiểu số và cộng đồng LGBT, góp phần giúp xã hội trở nên thấu hiểu, khoan dung hơn, giảm sự kỳ thị.

## Lĩnh vực hoạt động
iSEE giới thiệu rằng tổ chức này chuyên khảo sát về các nhóm thiểu số ở Việt Nam qua phỏng vấn, thu thập dữ liệu sơ cấp để sản xuất các báo cáo, nghiên cứu và khuyến nghị chính sách. Hoạt động của iSEE tập trung vào các nhóm người đồng tính, song tính, chuyển giới và liên giới tính (LGBTI), dân tộc thiểu số, công lý giới và kết nối xã hội.

## Một số chương trình

### Chương trình Dân tộc thiểu số
Với cộng đồng dân tộc thiểu số, triển lãm đầu tiên do iSEE tổ chức diễn ra vào năm 2012 với tên "Văn hóa của mình", năm 2013–2014 là một dự án tương tự với tên "Tớ kể bạn nghe". iSEE cùng CARE International tại Việt Nam triển khai dự án Tăng cường sự tham gia và tiếng nói của phụ nữ dân tộc thiểu số ở Việt Nam (2016–2018) và chương trình Tăng cường sự tham gia của các Tổ chức xã hội trong Xóa đói giảm nghèo và Phát triển bền vững cho Cộng đồng các dân tộc thiểu số miền núi phía bắc.

### Chương trình Quyền LGBTI

#### Thành lập nhóm ICS

Biểu trưng của Trung tâm Kết nối và Chia sẻ Thông tin

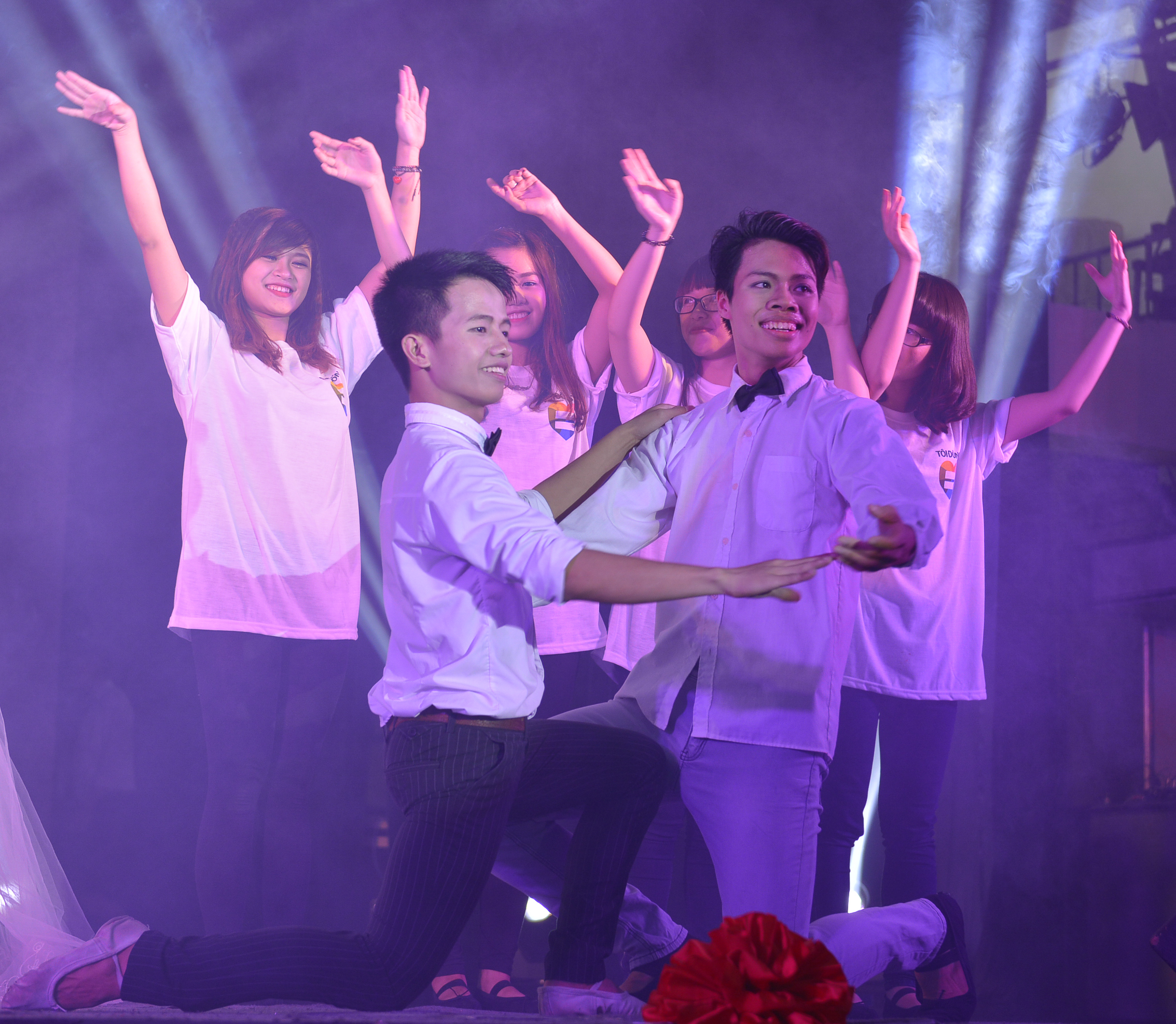
Một chương trình biểu diễn trong một sự kiện LGBT của iSEE

Tháng 11 năm 2008, iSEE thành lập nhóm Kết nối và Chia sẻ Thông tin (tiếng Anh: Information Connecting and Sharing - ICS). Nhóm ICS gồm điều hành viên từ bốn diễn đàn lớn về LGBT ở Việt Nam, và ra đời từ dự án "Vì một hình ảnh tích cực của cộng đồng người đồng tính ở Việt Nam". Đến năm 2011, nhóm ICS trở thành Trung tâm ICS với mục tiêu liên kết và xây dựng cộng đồng LGBT sống tích cực, vận động và bảo vệ quyền của cộng đồng LGBT. Trung tâm đã đại diện nhận giải thưởng WeChoice Awards 2015 cho hạng mục "Sự kiện có ảnh hưởng tới giới trẻ" cho việc hợp pháp hoá quyền chuyển đổi giới tính ở Việt Nam. Trung tâm ICS được đề cử tại hạng mục Tổ chức/nhóm cộng đồng truyền cảm hứng nhất trong năm ở WeChoice Awards 2016. Giám đốc hiện tại của Trung tâm ICS là Ngô Lê Phương Linh.

#### Ngày hội tự hào và Tháng tự hào
Ngày hội tự hào (Pride) diễn ra lần đầu tiên ở Việt Nam tại Hà Nội vào ngày 3-5 tháng 8 năm 2012, do Trung tâm nghiên cứu và ứng dụng Khoa học về Giới, Gia đình, Phụ nữ và Vị thành niên (CSAGA), Trung tâm Sáng kiến Sức khỏe và Dân số (CCIHP) và iSEE phối hợp thực hiện. Tháng tự hào diễn ra lần đầu tiên ở Việt Nam vào tháng 8 năm 2013.

#### Chiến dịch Tôi đồng ý
Chiến dịch Tôi Đồng Ý là chiến dịch truyền thông xã hội khởi xướng bởi iSEE, Trung tâm ICS nhằm làm kêu gọi sự ủng hộ của người Việt Nam với hôn nhân đồng giới. Chiến dịch đã được thực hiện vào năm 2013 và 2022.

## Nhân sự
Về mặt nhân sự, iSEE được xây dựng tinh gọn với dưới 20 người.
| #  | Nhân sự               | Vị trí                                    |
| -- | --------------------- | ----------------------------------------- |
| 1  | Nguyễn Bích Tâm       | Thành viên Hội đồng                       |
| 2  | Koos Neefjes          | Thành viên Hội đồng                       |
| 3  | Lê Quang Bình         | Thành viên Hội đồng                       |
| 4  | Lương Thế Huy         | Viện trưởng                               |
| 5  | Trần Thanh Dung       | Quản lý tài chính                         |
| 6  | Lương Thu Trang       | Cán bộ tài chính                          |
| 7  | Nguyễn Bảo Ngọc       | Quản lý Chương trình Dân tộc thiểu số     |
| 8  | Đào Ngọc Xuân Quỳnh   | Trợ lý Chương trình Dân tộc thiểu số      |
| 9  | Tống Khánh Linh       | Trợ lý Chương trình Dân tộc thiểu số      |
| 10 | Hà Thị Thanh Thảo     | Trợ lý Chương trình Dân tộc thiểu số      |
| 11 | Lê Nhung              | Cán bộ hành chính                         |
| 12 | Vương Khả Phong       | Phó Giám đốc Chương trình                 |
| 13 | Trần Nhật Quang       | Cán bộ Chương trình Quyền LGBTI           |
| 14 | Đặng Thùy Dương       | Quyền quản lý Chương trình Quyền LGBTI    |
| 15 | Hoàng Thùy Linh       | Cán bộ Chương trình Kết nối Xã hội        |
| 16 | Nguyễn Lưu Ngọc Quỳnh | Cán bộ Truyền thông & Phát triển Đối tác  |
| 17 | Phạm Mỹ Hạnh          | Trợ lý Chương trình Quyền LGBTI           |
| 18 | Lê Đình Phong         | Thực tập sinh Chương trình Quyền LGBTI    |
| 19 | Vũ Hoàng Anh          | Thực tập sinh Chương trình Kết nối Xã hội |